# Bro församling, Karlstads stift
Bro församling (även kallad Värmlandsbro församling) är en församling i Säffle pastorat i Västra Värmlands kontrakt i Karlstads stift. Församlingen ligger i Säffle kommun i Värmlands län.

## Administrativ historik
Församlingen har medeltida ursprung. 
Församlingen var till 1943 annexförsamling i pastoratet By, Bro, Södra Ny och Huggenäs som från 1 maj 1911 även omfattade Säffle församling. Från 1943 till 1962 annexförsamling i pastoratet Säffle, Bro, Södra Ny och Huggenäs. Församlingen var från 1962 till 2010 moderförsamling i pastoratet Bro, Södra Ny och Huggenäs, från 1970 Bro och Ny-Huggenäs. Sedan 2010 ingår församlingen i Säffle pastorat.

## Kyrkor
- Bro kyrka